# Кліматична зброя
Кліматична зброя — гіпотетична зброя масового ураження і руйнування економіки окремо взятої країни або групи країн, що використовує як фактор ураження штучний вплив на природні ресурси, погоду і клімат окремо взятої території, країни, держави, материка, континенту. Як механізм «пуску» можуть бути використані різні технології і засоби, штучно створені техногенні катастрофи, що тягнуть за собою екологічні катастрофи і, як наслідок, створюють економічні проблеми (кризи).

## Історія
Відомі факти впливу американців на верхів'я Меконга в ході війни у В'єтнамі з метою виведення з ладу «стежки Хо Ши Міна», системи доріг, по якій здійснювалося постачання партизан Національного фронту визволення Південного В'єтнаму в Південному В'єтнамі (Операція «Шпинат»). Хоча американцям і вдалося викликати проливні дощі і частково паралізувати постачання партизан, але це вимагало величезних матеріальних затрат (як впливаючі речовини, використовуються йодисте срібло.. Сухий лід і т д), а отриманий ефект був короткочасний. ООН у 1977 р. прийняла резолюцію, яка забороняла будь-яке використання технологій зміни навколишнього середовища у ворожих цілях. Це призвело до виникнення відповідного договору, ратифікованого США в 1978 р.

## Проблеми
Для здійснення впливу на синоптичних об'єктах розмірами в сотні й тисячі кілометрів, якими є циклони, антициклони і атмосферні фронти, що визначають погоду в період часу від десятків годин до декількох діб, необхідні колосальні технологічні ресурси, а ефект від їх дії непередбачуваний і негарантований в силу неточності прогнозу наслідків цього впливу.
Наприклад, в купчасто-дощової хмари середніх розмірів (діаметром кілька кілометрів) міститься енергія, порівнянна з енергією декількох ядерних бомб, скинутих на Хіросіму. Завдання, як зосередити величезну кількість енергії, необхідну для зміни природного перебігу синоптичних процесів на величезній території, яку вони займають, у короткий — щодо часу їх існування — проміжок часу, є найскладнішою з науково-технічної точки зору проблемою, оскільки енергія, яка вводиться ззовні, повинна бути не меншою, ніж та, якою володіє синоптичне утворення освіту. Крім того, обов'язково необхідно передбачити можливість виведення введеної ззовні енергії: синоптичне утворення переміщається, незважаючи на державні кордони .

## Сучасний стан
На сучасному рівні розвитку техніки подібна науково-практична задача технічно нездійсненна, хоча і є дуже привабливою. Ймовірно, тому повідомлення про існування (або застосування) кліматичної зброї нерідко зустрічаються в т. зв. теоріях змови.
Активні роботи в області гарантованого впливу на погодні умови на територіях в десятки кілометрів ведуться в цілому ряді держав. При цьому активні дії на погоду у військових цілях заборонені відповідно до міжнародної конвенції.
- У вересні 2012 року президент Ірану Махмуд Ахмадінежад звинуватив недоброзичливців своєї країни у застосуванні проти неї кліматичної зброї. Він заявив: «Ворог розганяє дощові хмари, що прямують до нашої країни, і тим самим викликає посуху.»[3][4].
- Член Ради Федерації Катерина Лахова пояснила погану погоду в Росії 2017 року застосуванням кліматичної зброї[5].
- Аномальна літня посуха в Україні у 2016—2018 рр.[джерело?]